# Træl
Træl er en gammel nordisk betegnelse for slave. Trældom var et almindeligt fænomen i de nordiske lande i vikingetiden og den tidlige middelalder, hvor det er anslået, at omkring en tiendedel af befolkningen kan have været trælle. Trællene forsvandt formodentlig i løbet af 1200-tallet i Danmark, hvor i stedet fæstebønder blev mere udbredt.

## Etymologi
Ordet stammer fra oldnordisk þræll, og det tidligere urgermanske stadie rekonstrueres som *thrakhilaz, egentlig "en løber", af roden *threh- "at løbe".

## Historie
Trældom var udbredt i hele Norden i 100- og 1100-tallet, men ophørte formentlig i løbet af 1200-tallet. Man kunne blive træl pga. ubetalt gæld, ved at være født af en trælkvinde, som straf for tyveri eller ved krigsfangenskab. En træl var undergivet sin herre, ligesom herren var ansvarlig for lovbrud begået af trællen. Trælle var et vigtigt krigsbytte i vikingetiden og den tidlige middelalder, og de blev brugt som handelsvare i hele Østersøområdet.
Domesday Book fra 1086 opgiver, at 9 % af den totale engelske befolkning var trælle. Det anslås, at et lignende andel af befolkningen kan have levet i trældom i Norden.

### Ophør
I løbet af middelalderen skete der en langsom afvikling af trælleforholdet. I biskop Absalons testamente fra 1201 hører vi om, at han gav sine trælle friheden: "Eskil badesvend skænkede han friheden. Ligeledes de kvinder, som Niels staller har indtaget fra frihed til trældom, skal, hvor de end findes, have skænket friheden med deres børn. Den kvinde, som var indtaget fra Bjäre herred i Skåne, gav han friheden tilbage tilligemed hendes børn."  I Valdemars Sjællandske Lov fra 1240'erne blev trællenes vilkår endnu nøje beskrevet. Såvel den kirkelige påvirkning som økonomiske årsager har formodentlig ført til, at skikken efterhånden blev afskaffet. Udbuddet af krigsfanger, der kunne bruges som trælle, faldt stærkt efter afslutningen af vikingetiden, og opretholdelsen af et talstærkt trellehold ved at lade trællene føde og opfostre trællebørn var formodentlig kostbart og ikke særlig effektivt. Samtidig betød middelalderens befolkningsvækst, at der blev knaphed på jord, og det var derfor ikke nødvendigt for herremændene at bruge tvang for at kunne skaffe tilstrækkelig arbejdskraft til at dyrke jorden. Det blev mere profitabelt at leje jorden ud til fæstebønder, og derfor bredte fæste-institutionen sig i stedet. I det jordrige Sverige blev trællevæsenet først afskaffet i 1335 af kong Magnus Eriksson.

## Beretninger om trælle
I de ældste nordiske landskabslove opfattes trællen som løsøre og dermed uden retsstatus. Han kunne hverken eje jord, føre sag, vidne eller aflægge ed, og han tilhørte sin husbond, som kunne købe og sælge ham og hans familie. Trællehold hævede en families sociale anseelse. Ud fra de mange lovbestemmelser om træller og løsinge (dvs. frigivne) må trællehold have været en betydelig faktor i 1000-tallets samfundsøkonomi. Norsk lov skelnede dog mellem udenlandske trælle, og trælle født i Norge. Indenlandske frie mænd kunne risikere at blive skuldarmenn, dvs. trælle, fordi de ikke havde kunnet betale, hvad de skyldte; i bogstaveligste forstand "gældsslaver".
Trællen gik med en halsring af metal. Ved ceremonien, når herren satte ham fri, blev halsringen fjernet, og han var frjáls (= fri-hals, med halsen fri) som er ophav til det kristne begreb "frelse". Ved den anledning afholdt trællen et frelsesøl, hvor han også betalte løsesummen, kaldt halslausn dvs. "halsløsning". Som frigiven måtte han dog overholde visse forpligtelser for ikke at falde tilbage i trældom. Forholdet blev kaldt tyrmsel og gjaldt også trællens børn.
Erling Skjalgsson på Sola havde altid 30 trælle; han pålagde dem et dagsværk, men gav dem ellers tid og lov til — som hver ville — at arbejde i skumringen eller om natten. Han gav dem markjord til opdyrkning; afgrøden solgte de til egen fortjeneste. Han fastsatte for hver af dem deres værdi og løsesum, så mange købte sig fri efter det første halvår eller det andet; og alle, der var driftige, løskøbte sig inden tre år.
Da kongens lov ikke omfattede trællene, kunne de sættes til at udføre tvivlsomme ærinder på andres vegne. Da den norske stormand Asbjørn Sigurdsson Selsbane sejlede sydpå for at købe ekstra korn af sin morbror Erling Skjalgsson i et år med misvækst, fik han først afslag, fordi kong Olav den hellige havde indført forbud mod korneksport fra Vestlandet pga. den dårlige avling. Men så omgik Erling forbuddet ved at lade nevøen købe korn, som Erlings trælle havde dyrket. Et forbud rettet mod frie bønder omfattede ikke deres trælle.
I tidlig middelalder blev præsterne ofte rekrutteret blandt trællene. Som Gulatingsloven (loven for Vestlandet) fra første halvdel af 1100-tallet udtrykker det: Hvis præsterne bryder biskoppens påbud, skal de bøde, for "præsterne skal styres med hug"; en formulering, som ellers blev benyttet om trælle. Men i løbet af det første århundrede efter kristendommens indførelse i Norge gik præsterne gradvis over til at blive respekterede samfundsmedlemmer, som tilmed kunne gifte sig ind i ansete familier.

## Træl i den nordiske mytologi
I Rigs vandring fra nordisk mytologi findes beretningen om Træl, søn af Edda og Heimdal. Han tager sig Thir til hustru, og de bliver sammen ophav til trællenes æt.

## Kendte trælle
- Tormod Kark
- Trælkonen Melkorka omtales i Laksdøla saga. Høskuld købte hende for halvandet pund sølv, da han fra Island var kommet til Viken for at købe tømmer. Han havde gjort hende gravid, inden han kom hjem med hende til sin kone Jorun Bjørnsdatter, der havde passet gården og børnene i hans fravær. Pigen nedkom med et drengebarn, Høskuld var meget stolt over; drengen blev kaldt Olav På og gift med Egil Skallagrimssons yndlingsdatter Torgerd; han var regnet som den kønneste mand på Island. Hans mor trælkonen hævdede at være datter af den irske konge Muircheartach. Det var Høskuld imponeret af, men hans kone Jorun forblev skeptisk over det hele, så Høskuld købte en gård til Melkorka, hvor hun kunne bo på afstand af sin frue.[13]
- Egil Skallagrimsson blev opfostret af trælkonen Torgerd Bråk, "en rask kvinde, stærk som en karl og desuden troldkyndig". Egils far kunne af og til gribes af et så voldsomt raseri, der nærmest forvandlede ham til en anden, så det kaldtes "hamskifte". Da Egil var 12 år, legede han og faren og Tord Granesson et boldspild, hvor hans far tabte. I et af sine anfald greb faren Tord og dræbte ham på stedet; så vendte han sig mod Egil. Torgerd råbte højt, så han slap drengen, men greb i stedet efter trælkonen, der flygtede ud af huset og sprang i vandet; hun var en god svømmer. Men Skallagrim greb en sten og kastede den, så hun blev dræbt. Det sted blev kaldt Bråksund efter hende. Egil var rystet over tabet af sin fostermor. Samme dag dræbte han derfor sin fars værkstyrer, som Skallagrim holdt særdeles meget af.[14] Som voksen giftede Egil sig med sin fostersøster. Deres førstefødte datter blev opkaldt efter deres fælles fostermor, trælkonen Torgerd; og det sagdes, at Torgerd Egilsdatter var den af børnene, Egil holdt mest af.[15]